# 파페 수아레
파페 은디아예 수아레 (Pape N'Diaye Souaré, 1990년 6월 6일 음바오 ~ )는 세네갈의 축구 선수로, 현재 잉글랜드 EFL 리그 원의 찰턴 애슬레틱에서 레프트 백으로 뛰고 있는 축구 선수이다.